# Mount Black
Mount Black ist ein markanter und 3005 m hoher Berg in der ostantarktischen Ross Dependency. Im Königin-Maud-Gebirge bildet er einen Teil einer Geländestufe unmittelbar westlich der Bennett Platform und des oberen Abschnitts des Shackleton-Gletschers.
Der US-amerikanische Polarforscher Richard Evelyn Byrd entdeckte und fotografierte ihn auf seinem Rückflug vom geographischen Südpol im November 1929. Er benannte ihn nach dem mit ihm befreundeten US-amerikanischen Zeitungsverleger und Flugpionier Van Lear Black (1876–1930), Inhaber der Baltimore Sun, der die ersten beiden Antarktisexpeditionen Byrds (1928–1930 und 1933–1935) finanziell unterstützte.